# Marie Steinrud
Marie Steinrud, född 1976, är en svensk etnolog och kulturhistoriker. Steinrud blev filosofie doktor 2008 vid Uppsala universitet.  och docent 2023. Hon är verksam som forskare och lärare vid Stockholms universitet. Sedan 2016 är hon även knuten till Nordiska museet genom ett forskningsprojekt. Steinrud är redaktör för tidskriften Rig. Kulturhistorisk tidskrift och sedan 2025 korresponderande ledamot av Kungliga Gustav Adolfs Akademien för svensk folkkultur.
Steinrud och Torbjörn Elensky var programledare för Bruken som byggde Sverige som visades på Axess TV med start i september 2021.